# Irineu Garcia
Irineu Antunes Garcia (São Luiz Gonzaga, 25 de agosto de 1946), mais conhecido como Irineu Garcia, é um arquiteto e artista visual multimídia brasileiro, cuja produção se destaca pela integração entre arte, ecologia e espaço urbano. Seu trabalho transita entre a escultura, instalações participativas e intervenções públicas, utilizando materiais como mármore, granito, madeira, resina, gelo, neve, fogo, materiais reciclados e elementos vegetais, com ênfase em formas tridimensionais, espaços penetráveis e ecossistemas simbólicos.

## Formação e início da carreira
Irineu Garcia viveu em sua cidade natal até os 12 anos. Em 1969, frequentou a Escuela Nacional de Bellas Artes de Montevidéu, no Uruguai, onde também recebeu influência artística do pintor Américo Spósito. No mesmo ano, fundou a loja de artesanato “O Arteiro”, próximo ao campus central da UFRGS.
Em 1971, ingressou no curso de Arquitetura e Urbanismo na Unisinos e iniciou seus primeiros experimentos com escultura. Em 1972, recebeu o Kikito de Melhor Expositor na 1ª FEARTE, em Gramado. Em 1974, participou do Salão Nacional de Artes Plásticas de Niterói com esculturas em ferro fundido, e integrou a seleção regional da Bienal Internacional de São Paulo com três obras em resina de poliéster. Em 1976, obteve Menção Honrosa no 5.º Salão do Jovem Artista – Grupo RBS. Em 1988, recebeu o Prêmio do VIII Salão de Artes Plásticas Câmara Municipal de Porto Alegre.
De 1985 a 1986, atuou como professor na Universidade Federal de Pelotas. Foi Presidente da Associação dos Escultores do Estado do Rio Grande do Sul (AEERGS). Atualmente é Presidente do Instituto Yvy Maraey - Arte e Natureza.

## Implicações ecológicas
Preocupado com questões de preservação do meio ambiente, realizou em 1978 estudos de arquitetura biogênica com Rudolf Doernk, o que o mobilizou bastante em relação às questões ecológicas já presentes em seu trabalho plástico. Participou do I Encontro Nacional de Escultores, em Ouro Preto, onde trabalhou com Franz Krajcberg, ampliando mais sua perspectiva de inter-relação entre arte e meio ambiente.
Em 1979 integrou a mostra Semana do MARGS – Esculturas na Praça, Porto Alegre, Brasil, onde apresentou “A Porta”, trabalho realizado com uma antiga porta de sua residência e com potes de cactos e ossos. Nela, estavam gravados desenhos e o seguinte escrito: “São coisas que o eco ouve e cala até que o vento assopre”, em uma homenagem a Xico Stockinger. 

## Série Germinação

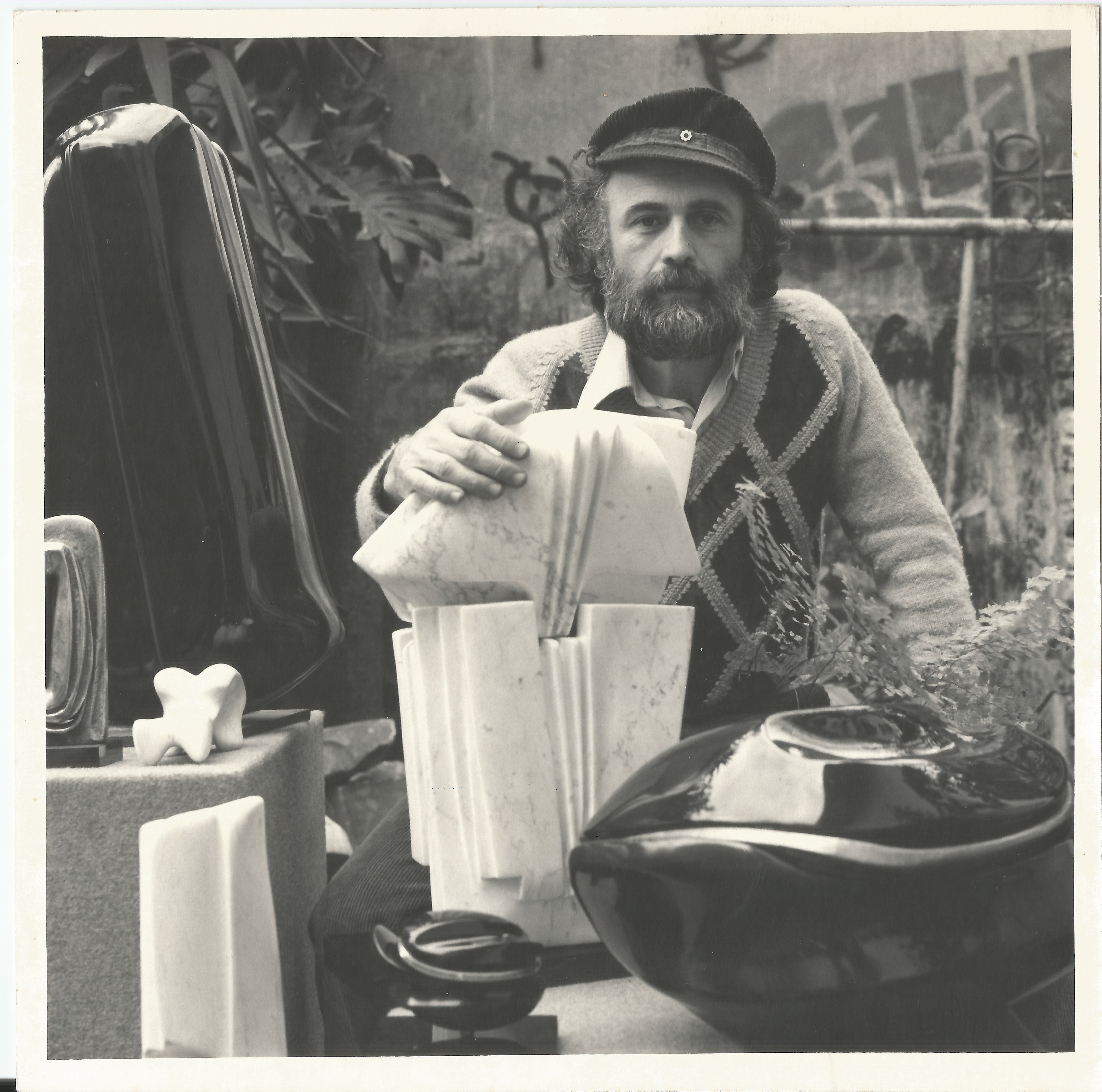
Irineu Garcia com obras da série "Germinação", 1985

Na década de 1980, desenvolveu a série "Germinação", baseada em sementes, impressões e formas orgânicas, que foi uma importante produção em sua trajetória. Com ela, realizou em 1981 sua primeira exposição individual, com peças em mármore, resina de poliéster e bronze, na Galeria Aktuell (RJ). Expôs ainda individualmente na galeria Singular (1982, Porto Alegre); Museu de Arte Contemporânea do Paraná (1984); Galeria AMC (1985, Buenos Aires); Skultura Galeria de Arte (1987, São Paulo). Participou da 1.ª Feira do Pequeno Bronze, no Centro Municipal de Cultura (1980, Porto Alegre); do 13.º Panorama da Arte Atual Brasileira, no MAM (1981, São Paulo); da mostra 100 Anos de Escultura no Brasil, organizada por Pietro Maria Bardi e Jacob Klintowitz, no MASP (1982, São Paulo).

## Intervenções urbanas e ativismo artístico
Em 1983, apresentou sua primeira "Árvore com Etiquetas", no movimento Cidade Viva, em Porto Alegre. Essas estruturas participativas se tornaram marca de sua obra pública, como no movimento Diretas Já (1985), no movimento dos artistas e do crítico Frederico Morais pela preservação do Parque Lage (1988), e na ação Artistas pela Constituinte (1989), com instalações em espaços urbanos.
Entre 1989 e 1991, criou obras emblemáticas como "Lixo-Lixo" (I Encontro Latino-Americano de Artes Plásticas – Arte Sul 89) e "Horta no Museu" (9º Salão de Artes Plásticas Câmara Municipal de Porto Alegre, 1989), ambas no MARGS. A primeira usava estruturas metálicas e fardos de lixo; a segunda reunia 200 caixas de leite com sementes germinadas, ativando o espaço arquitetônico do museu e sua relação com o público.
No Dia Internacional do Planeta Terra (1990), apresentou a instalação "Lixo Azul", com pneus e latas pintadas de azul, evocando a cor da Terra vista do espaço. No mesmo ano, durante a Semana do Meio Ambiente, criou a instalação Lixo-Vida, em frente à Prefeitura Municipal de Porto Alegre, com 200 toneladas de fardos de lixo. Ainda em 1990, participou do Festival Latino-Americano de Arte en la Calle em Montevidéu, com a obra "Água Viva Miguelete", feita com detritos recolhidos do Arroio Miguelete.

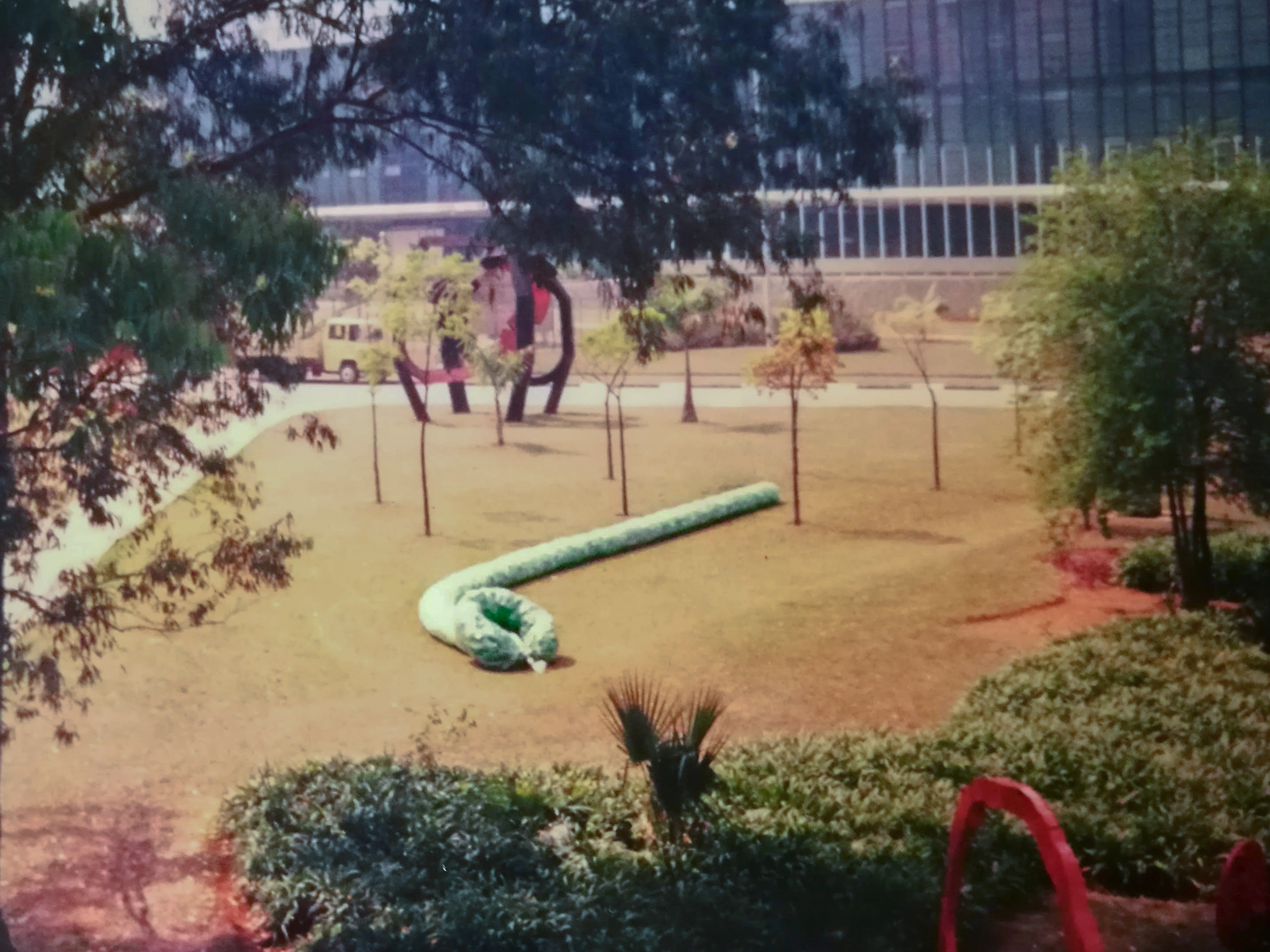
A obra "Cobra", de Irineu Garcia, no Jardim de Esculturas do MAM de São Paulo, 1991

Na exploração de materiais reciclados, se voltou para o uso das garrafas PET, investigando seus aspectos conceituais e estéticos. Em 1991, participou do 22º Panorama da Arte Atual Brasileira: Formas Tridimensionais, com a obra Cobra, composta por um saco plástico de 40 metros de comprimento, recheado com garrafas verdes coletadas na Central de Reciclagem de Lixo da Prefeitura de São Paulo. Em 1995, criou um labirinto com garrafas PET na UFRGS, seguido por outro na PUCRS, em 1996. Na entrada por onde passam os trabalhadores da Copesul, em Triunfo, fez um túnel de garrafas PET verdes. No primeiro Fórum Social Mundial (2001, Porto Alegre), realizou duas instalações: um túnel feito com garrafas PET e um container destinado à coleta de resíduos.

## Internacionalização: o viajante
A relação constante de Irineu Garcia com diferentes culturas ao redor do mundo passou a ser um elemento central de sua prática artística. Desde 1992, tem participado de simpósios, festivais e concursos internacionais de escultura, nos quais estabelece trocas no contexto local e com escultores de diferentes nacionalidades. Concebe obras site-specific como espaços de interação comum, em ateliês coletivos, quase sempre abertos ao público. Além das obras permanentes instaladas em diversos continentes, sua trajetória internacional resultou também em um extenso acervo de registros fotográficos e audiovisuais sobre os processos de criação e as relações construídas ao longo de sua atuação.

### Simpósios, festivais e concursos de que participou:
- Encontro Internacional de Escultores, Parque Malwee, Jaraguá do Sul, Brasil (2021);
- Parque da Cidade, Seguí, Argentina (2018);
- Simpósio Internacional de Escultura Monumental, Makrana, Índia (2017);
- Parque das Esculturas, Shangxia, China (2016);
- Espaço Urbano na Orla do Rio Uruguai, Concórdia, Argentina (2015);
- Simpósio Internacional de Escultura, Santa Maria, Brasil (2013);
- Parque Utaraniana Art Foundation, Vadodara, Índia (2013);
- Área Urbana de Quintana Roo, México (2013);
- Área Urbana de Changchun, China (2011);
- Simpósio Internacional de Escultura, Colima, México (2005);[14]
- Parque Souza Cruz, Santa Cruz, Brasil (2006);
- Simpósio Internacional de Escultura, Moritzburg, Alemanha (2002);
- Simpósio Internacional de Escultura, Belfor, Luxemburgo (2001);
- Faculdade de Agronomia, Campus da Universidade de Guadalajara, México (2000);
- Concurso Internacional de Escultura em Fogo, Fécamp, França (1999);
- Jardins de Esculturas, Albazine, França (1999);
- Cidade Empresarial, Santiago, Chile (1999);
- Simpósio Internacional de Escultura Monumental, Zacatecas, México (1998);
- Parque da Cidade, San José, Costa Rica (1998);
- Fórum Internacional de Escultura, Rashana, Líbano (1997);
- Parque de Los Colomos, Guadalajara, México (1997);
- P.U.U. Simpósio Internacional de Escultura em Madeira, Tallinn, Estônia (1996);
- Concurso Internacional de Escultura em Neve, Kiruna, Suécia (1996);[12]
- Concurso Internacional de Escultura em Madeira, Sankt Blasien, Alemanha (1996);[12]
- Concurso Internacional de Escultura em Neve, Milwaukee, Estados Unidos (1995);[12]
- Concurso de Escultura em Gelo, Fairbanks, Estados Unidos (1995);[12]
- Concurso Internacional de Esculturas em Madeira, Bardonecchia, Itália (1995);[12]
- Concurso Internacional de Escultura en Madera, Resistencia, Argentina (1994);[12]
- Simpósio Ibero-Americano e Caribenho de Escultura, Museu de Belas Artes, Santiago, Chile (1992).[12]

## Arte e Natureza

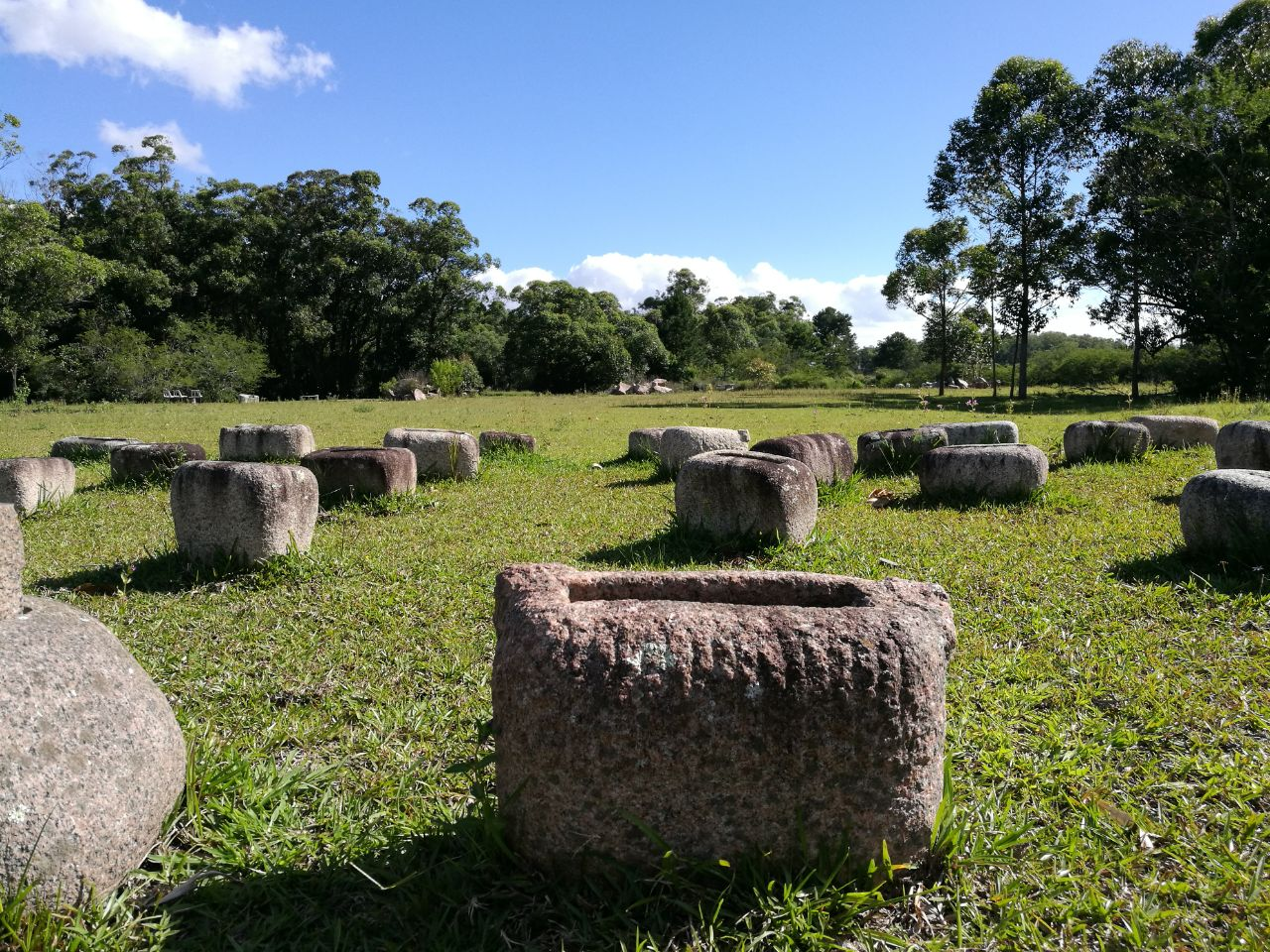
Obra de Irineu Garcia "Passagens paisagens" no Instituto Yvy Maraey

Desde o início de sua trajetória, o artista vem desenvolvendo uma profunda relação com questões ligadas à natureza. Inicialmente, isso se manifestou na série "Germinação", a partir da observação de sementes e outros elementos vegetais. Em seguida, passou a explorar a integração entre pedras e plantas, e mais tarde desenvolveu as séries Animais do Vento e Árvores da Cidade. Nesta perspectiva, criou em 2015 o Instituto Yvy Maraey – Arte e Natureza, localizado na zona rural de Porto Alegre, onde se encontra o seu ateliê.

## Prêmios e distinções
- 3.º lugar – Concurso Internacional de Escultura en Madera, Resistencia – Resistencia, Argentina (1994)[12]
- 1.º lugar – Concurso Internacional de Escultura em Neve – Milwaukee, Estados Unidos (1995)[12]
- 1.º lugar – Concurso de Escultura em Madeira – Bardonecchia, Itália (1995)[12]
- 2.º lugar – Campeonato Sueco Aberto de Escultura em Neve – Suécia (1996)[12]
- 1.º lugar – Concurso Internacional de Escultura em Madeira – St. Blasien, Alemanha (1996)[12]
- 1.º lugar (Prêmio de Excelência) – Festival Internacional de Escultura em Neve – Quebec, Canadá (1997)[12]
- Menção honrosa – Salão do Jovem Artista – RBS (1976)[12]
- Grande Prêmio – VIII Salão de Artes Plásticas Câmara Municipal de Porto Alegre (1988)[15][2]